# Lijst van senatoren uit Virginia

Zegel van de staat Virginia

Dit is een lijst van de senatoren voor de Amerikaanse staat Virginia. De senatoren voor Virginia zijn ingedeeld als Klasse I en Klasse II. De twee huidige senatoren voor Virginia zijn: Mark Warner senator sinds 2009 de (senior senator) en Tim Kaine senator sinds 2013 de (junior senator), beiden lid van de Democratische Partij.
Een aantal prominente personen die hebben gediend als senator voor Virginia zijn: James Monroe (later president), James Barbour (later minister van Oorlog), John Randolph Roanoke (prominent politicus), John Tyler (later president), Isaac Pennybacker (eerder rechter voor het Westelijke district van Virginia), Claude Swanson (later minister van de Marine), Harry Byrd sr. (prominent politicus), Harry Byrd jr. (prominent politicus), Chuck Robb (prominent politicus), George Allen (prominent politicus), Jim Webb (prominent auteur en eerder minister van de Marine), Tim Kaine (genomineerd vicepresidentskandidaat 2016), Richard Henry Lee (prominent politicus), Robert Mercer Taliaferro Hunter (later minister van Buitenlandse Zaken voor de Geconfedereerde Staten en eerder voorzitter van het Huis van Afgevaardigden), Thomas Martin (Democratisch partijleider in de senaat van 1911 tot 1913 en van 1917 tot 1919), Carter Glass (eerder minister van Financiën), John Warner (eerder minister van de Marine) en Mark Warner (prominent politicus).

## Klasse I
| Nr.                                                                             | Senator voor Virginia Senator from Virginia | Senator voor Virginia Senator from Virginia | Senator voor Virginia Senator from Virginia | Ambtstermijn     | Ambtstermijn     | Partij(en)   | Verkiezing(en) |
| ------------------------------------------------------------------------------- | ------------------------------------------- | ------------------------------------------- | ------------------------------------------- | ---------------- | ---------------- | ------------ | -------------- |
| 1                                                                               |                                             | William Grayson                             | William Grayson (1740–1790)                 | 4 maart 1789     | 12 maart 1790    | DR           | 1791           |
| Vacant                                                                          |                                             |                                             |                                             |                  |                  |              | 1791           |
| 2                                                                               |                                             | John Walker                                 | John Walker (1744–1809)                     | 30 maart 1730    | 8 november 1790  | F            | 1791           |
| 3                                                                               |                                             | James Monroe                                | James Monroe (1758–1831)                    | 8 november 1790  | 28 maart 1794    | DR           | 1790           |
| 3                                                                               | 1791                                        | James Monroe                                | James Monroe (1758–1831)                    | 8 november 1790  | 28 maart 1794    | DR           |                |
| Vacant                                                                          |                                             |                                             |                                             |                  |                  |              |                |
| 4                                                                               |                                             | Stevens Mason                               | Stevens Mason (1760–1803)                   | 18 november 1794 | 10 mei 1803      | DR           | 1794           |
| 4                                                                               | 1796                                        | Stevens Mason                               | Stevens Mason (1760–1803)                   | 18 november 1794 | 10 mei 1803      | DR           |                |
| 4                                                                               | 1803 (2)                                    | Stevens Mason                               | Stevens Mason (1760–1803)                   | 18 november 1794 | 10 mei 1803      | DR           |                |
| Vacant                                                                          |                                             |                                             |                                             |                  |                  |              |                |
| 5                                                                               |                                             | John Taylor                                 | John Taylor (1753–1824)                     | 3 juni 1803      | 7 december 1803  | DR           |                |
| 6                                                                               |                                             | Abraham Venable                             | Abraham Venable (1758–1811)                 | 7 december 1803  | 6 juni 1806      | DR           | 1803 (2)       |
| Vacant                                                                          |                                             |                                             |                                             |                  |                  |              | 1803 (2)       |
| 7                                                                               |                                             | William Giles                               | William Giles (1762–1830)                   | 12 augustus 1806 | 4 december 1804  | DR           | 1803 (2)       |
| 8                                                                               |                                             | Andrew Moore                                | Andrew Moore (1752–1821)                    | 4 december 1804  | 4 maart 1809     | DR           | 1804           |
| 9                                                                               |                                             | Richard Brent                               | Richard Brent (1757–1814)                   | 4 maart 1809     | 30 december 1814 | DR           | 1809           |
| Vacant                                                                          |                                             |                                             |                                             |                  |                  |              | 1809           |
| 10                                                                              |                                             | James Barbour                               | James Barbour (1775–1842)                   | 1 januari 1815   | 4 maart 1825     | DR           | 1814 (1)       |
| 10                                                                              | 1814 (2)                                    | James Barbour                               | James Barbour (1775–1842)                   | 1 januari 1815   | 4 maart 1825     | DR           |                |
| 10                                                                              | 1821                                        | James Barbour                               | James Barbour (1775–1842)                   | 1 januari 1815   | 4 maart 1825     | DR           |                |
| Vacant                                                                          |                                             |                                             |                                             |                  |                  |              |                |
| 11                                                                              |                                             | John Randolph Roanoke                       | John Randolph Roanoke (1773–1833)           | 25 december 1825 | 4 maart 1827     | DR           |                |
| 12                                                                              |                                             | John Tyler                                  | John Tyler (1790–1862)                      | 4 maart 1827     | 29 februari 1836 | DR (1827–28) | 1827           |
| 12                                                                              | NR (1828–33)                                | John Tyler                                  | John Tyler (1790–1862)                      | 4 maart 1827     | 29 februari 1836 |              | 1827           |
| 12                                                                              | 1833                                        | John Tyler                                  | John Tyler (1790–1862)                      | 4 maart 1827     | 29 februari 1836 |              |                |
| 12                                                                              | W (1833–36)                                 | John Tyler                                  | John Tyler (1790–1862)                      | 4 maart 1827     | 29 februari 1836 |              |                |
| Vacant                                                                          |                                             |                                             |                                             |                  |                  |              |                |
| 13                                                                              |                                             | William Rives                               | William Rives (1793–1868)                   | 4 maart 1836     | 4 maart 1839     | D            | 1836           |
| Vacant                                                                          |                                             |                                             |                                             |                  |                  |              |                |
| (13)                                                                            |                                             | William Rives                               | William Rives (1793–1868)                   | 18 januari 1841  | 4 maart 1845     | W            | 1841           |
| Vacant                                                                          |                                             |                                             |                                             |                  |                  |              |                |
| 14                                                                              |                                             | Isaac Pennybacker                           | Isaac Pennybacker (1805–1847)               | 5 december 1845  | 12 januari 1847  | D            | 1845           |
| Vacant                                                                          |                                             |                                             |                                             |                  |                  |              | 1845           |
| 15                                                                              |                                             | James Mason                                 | James Mason (1798–1871)                     | 21 januari 1847  | 11 juli 1861     | D            | 1847           |
| 15                                                                              | 1850                                        | James Mason                                 | James Mason (1798–1871)                     | 21 januari 1847  | 11 juli 1861     | D            |                |
| 15                                                                              | 1856                                        | James Mason                                 | James Mason (1798–1871)                     | 21 januari 1847  | 11 juli 1861     | D            |                |
| Vacant                                                                          |                                             |                                             |                                             |                  |                  |              |                |
| 16                                                                              |                                             | Waitman Willey                              | Waitman Willey (1811–1900)                  | 13 juli 1861     | 4 maart 1863     | NU           | 1861           |
| 17                                                                              |                                             | Lemuel Bowden                               | Lemuel Bowden (1815–1864)                   | 4 maart 1863     | 2 januari 1864   | NU           | 1863           |
| Vacant                                                                          |                                             |                                             |                                             |                  |                  |              | 1863           |
| Vacant Geconfedereerde Staten van Amerika (1864–1865) Reconstructie (1865–1870) |                                             |                                             |                                             |                  |                  |              |                |
| 18                                                                              |                                             | John Francis Lewis                          | John Francis Lewis (1818–1895)              | 26 januari 1870  | 4 maart 1875     | R            | 1870           |
| 19                                                                              |                                             | Robert Withers                              | Robert Withers (1821–1907)                  | 4 maart 1875     | 4 maart 1881     | D            | 1875           |
| 20                                                                              |                                             | William Mahone                              | William Mahone (1826–1895)                  | 4 maart 1881     | 4 maart 1887     | R            | 1881           |
| 21                                                                              |                                             | John Daniel                                 | John Daniel (1842–1910)                     | 4 maart 1887     | 29 juni 1910     | D            | 1887           |
| 21                                                                              | 1891                                        | John Daniel                                 | John Daniel (1842–1910)                     | 4 maart 1887     | 29 juni 1910     | D            |                |
| 21                                                                              | 1899                                        | John Daniel                                 | John Daniel (1842–1910)                     | 4 maart 1887     | 29 juni 1910     | D            |                |
| 21                                                                              | 1904                                        | John Daniel                                 | John Daniel (1842–1910)                     | 4 maart 1887     | 29 juni 1910     | D            |                |
| 21                                                                              | 1910                                        | John Daniel                                 | John Daniel (1842–1910)                     | 4 maart 1887     | 29 juni 1910     | D            |                |
| Vacant                                                                          |                                             |                                             |                                             |                  |                  |              |                |
| 22                                                                              |                                             | Claude Swanson                              | Claude Swanson (1862–1939)                  | 1 augustus 1910  | 4 maart 1933     | D            |                |
| 22                                                                              | 1912                                        | Claude Swanson                              | Claude Swanson (1862–1939)                  | 1 augustus 1910  | 4 maart 1933     | D            |                |
| 22                                                                              | 1916                                        | Claude Swanson                              | Claude Swanson (1862–1939)                  | 1 augustus 1910  | 4 maart 1933     | D            |                |
| 22                                                                              | 1922                                        | Claude Swanson                              | Claude Swanson (1862–1939)                  | 1 augustus 1910  | 4 maart 1933     | D            |                |
| 22                                                                              | 1928                                        | Claude Swanson                              | Claude Swanson (1862–1939)                  | 1 augustus 1910  | 4 maart 1933     | D            |                |
| 23                                                                              |                                             | Harry Byrd sr.                              | Harry Byrd sr. (1887–1966)                  | 4 maart 1933     | 10 november 1965 | D            |                |
| 23                                                                              | 1933                                        | Harry Byrd sr.                              | Harry Byrd sr. (1887–1966)                  | 4 maart 1933     | 10 november 1965 | D            |                |
| 23                                                                              | 1934                                        | Harry Byrd sr.                              | Harry Byrd sr. (1887–1966)                  | 4 maart 1933     | 10 november 1965 | D            |                |
| 23                                                                              | 1940                                        | Harry Byrd sr.                              | Harry Byrd sr. (1887–1966)                  | 4 maart 1933     | 10 november 1965 | D            |                |
| 23                                                                              | 1946                                        | Harry Byrd sr.                              | Harry Byrd sr. (1887–1966)                  | 4 maart 1933     | 10 november 1965 | D            |                |
| 23                                                                              | 1952                                        | Harry Byrd sr.                              | Harry Byrd sr. (1887–1966)                  | 4 maart 1933     | 10 november 1965 | D            |                |
| 23                                                                              | 1958                                        | Harry Byrd sr.                              | Harry Byrd sr. (1887–1966)                  | 4 maart 1933     | 10 november 1965 | D            |                |
| 23                                                                              | 1964                                        | Harry Byrd sr.                              | Harry Byrd sr. (1887–1966)                  | 4 maart 1933     | 10 november 1965 | D            |                |
| Vacant                                                                          |                                             |                                             |                                             |                  |                  |              |                |
| 24                                                                              |                                             | Harry Byrd jr.                              | Harry Byrd jr. (1914–2013)                  | 12 november 1965 | 3 januari 1983   | D (1965–70)  |                |
| 24                                                                              | 1966                                        | Harry Byrd jr.                              | Harry Byrd jr. (1914–2013)                  | 12 november 1965 | 3 januari 1983   | D (1965–70)  |                |
| 24                                                                              | O (1970–83)                                 | Harry Byrd jr.                              | Harry Byrd jr. (1914–2013)                  | 12 november 1965 | 3 januari 1983   |              |                |
| 24                                                                              | 1970                                        | Harry Byrd jr.                              | Harry Byrd jr. (1914–2013)                  | 12 november 1965 | 3 januari 1983   |              |                |
| 24                                                                              | 1976                                        | Harry Byrd jr.                              | Harry Byrd jr. (1914–2013)                  | 12 november 1965 | 3 januari 1983   |              |                |
| 25                                                                              |                                             | Paul Trible                                 | Paul Trible (1946)                          | 3 januari 1983   | 3 januari 1989   | R            | 1982           |
| 26                                                                              |                                             | Chuck Robb                                  | Chuck Robb (1939)                           | 3 januari 1989   | 3 januari 2001   | D            | 1988           |
| 26                                                                              | 1994                                        | Chuck Robb                                  | Chuck Robb (1939)                           | 3 januari 1989   | 3 januari 2001   | D            |                |
| 27                                                                              |                                             | George Allen                                | George Allen (1952)                         | 3 januari 2001   | 3 januari 2007   | R            | 2000           |
| 28                                                                              |                                             | Jim Webb                                    | Jim Webb (1946)                             | 3 januari 2007   | 3 januari 2013   | D            | 2006           |
| 29                                                                              |                                             | Tim Kaine                                   | Tim Kaine (1958)                            | 3 januari 2013   | heden            | D            | 2012           |
| 29                                                                              | 2018                                        | Tim Kaine                                   | Tim Kaine (1958)                            | 3 januari 2013   | heden            | D            |                |
| 29                                                                              | 2024                                        | Tim Kaine                                   | Tim Kaine (1958)                            | 3 januari 2013   | heden            | D            |                |

## Klasse II
| Nr.                                              | Senator voor Virginia Senator from Virginia | Senator voor Virginia Senator from Virginia | Senator voor Virginia Senator from Virginia | Ambtstermijn     | Ambtstermijn       | Partij(en)   | Verkiezing(en) |
| ------------------------------------------------ | ------------------------------------------- | ------------------------------------------- | ------------------------------------------- | ---------------- | ------------------ | ------------ | -------------- |
| 1                                                |                                             | Richard Henry Lee                           | Richard Henry Lee (1732–1794)               | 4 maart 1789     | 8 oktober 1792     | DR           | 1788           |
| Vacant                                           |                                             |                                             |                                             |                  |                    |              | 1788           |
| 2                                                |                                             | John Taylor                                 | John Taylor (1753–1824)                     | 8 oktober 1792   | 12 mei 1794        | DR           | 1792           |
| 2                                                | 1793                                        | John Taylor                                 | John Taylor (1753–1824)                     | 8 oktober 1792   | 12 mei 1794        | DR           |                |
| Vacant                                           |                                             |                                             |                                             |                  |                    |              |                |
| 3                                                |                                             | Henry Tazewell                              | Henry Tazewell (1753–1799)                  | 28 december 1794 | 24 januari 1799    | DR           | 1794           |
| 3                                                | 1798                                        | Henry Tazewell                              | Henry Tazewell (1753–1799)                  | 28 december 1794 | 24 januari 1799    | DR           |                |
| Vacant                                           |                                             |                                             |                                             |                  |                    |              |                |
| 4                                                |                                             | Wilson Nicholas                             | Wilson Nicholas (1761–1820)                 | 5 december 1799  | 22 mei 1804        | DR           | 1799           |
| Vacant                                           |                                             |                                             |                                             |                  |                    |              | 1799           |
| 5                                                |                                             | Andrew Moore                                | Andrew Moore (1752–1821)                    | 12 augustus 1804 | 4 december 1804    | DR           | 1799           |
| 6                                                |                                             | William Giles                               | William Giles (1762–1830)                   | 4 december 1804  | 4 maart 1815       | DR           | 1804 (1)       |
| 6                                                | 1804 (2)                                    | William Giles                               | William Giles (1762–1830)                   | 4 december 1804  | 4 maart 1815       | DR           |                |
| 6                                                | 1811                                        | William Giles                               | William Giles (1762–1830)                   | 4 december 1804  | 4 maart 1815       | DR           |                |
| Vacant                                           |                                             |                                             |                                             |                  |                    |              |                |
| 7                                                |                                             | Armistead Mason                             | Armistead Mason (1787–1819)                 | 3 januari 1816   | 4 maart 1817       | DR           | 1815           |
| 8                                                |                                             | John Eppes                                  | John Eppes (1773–1823)                      | 4 maart 1817     | 4 december 1819    | DR           | 1816           |
| Vacant                                           |                                             |                                             |                                             |                  |                    |              | 1816           |
| 9                                                |                                             | James Pleasants                             | James Pleasants (1769–1836)                 | 4 december 1819  | 14 december 1822   | DR           | 1819           |
| Vacant                                           |                                             |                                             |                                             |                  |                    |              | 1819           |
| 10                                               |                                             | John Taylor                                 | John Taylor (1753–1824)                     | 18 december 1822 | 21 augustus 1824   | DR           | 1822           |
| 10                                               | 1823                                        | John Taylor                                 | John Taylor (1753–1824)                     | 18 december 1822 | 21 augustus 1824   | DR           |                |
| Vacant                                           |                                             |                                             |                                             |                  |                    |              |                |
| 11                                               |                                             | Littleton Tazewell                          | Littleton Tazewell (1774–1860)              | 8 december 1824  | 16 juli 1832       | DR (1824–28) | 1824           |
| 11                                               | D (1828–32)                                 | Littleton Tazewell                          | Littleton Tazewell (1774–1860)              | 8 december 1824  | 16 juli 1832       |              | 1824           |
| 11                                               | 1829                                        | Littleton Tazewell                          | Littleton Tazewell (1774–1860)              | 8 december 1824  | 16 juli 1832       |              |                |
| Vacant                                           |                                             |                                             |                                             |                  |                    |              |                |
| 12                                               |                                             | William Rives                               | William Rives (1793–1868)                   | 10 december 1832 | 22 februari 1834   | D            | 1832           |
| Vacant                                           |                                             |                                             |                                             |                  |                    |              | 1832           |
| 13                                               |                                             | Benjamin Leigh                              | Benjamin Leigh (1781–1849)                  | 26 februari 1834 | 4 juli 1836        | W            | 1834           |
| 13                                               | 1835                                        | Benjamin Leigh                              | Benjamin Leigh (1781–1849)                  | 26 februari 1834 | 4 juli 1836        | W            |                |
| Vacant                                           |                                             |                                             |                                             |                  |                    |              |                |
| 14                                               |                                             | Richard Parker                              | Richard Parker (1783–1840)                  | 12 december 1836 | 13 maart 1837      | D            | 1836           |
| 15                                               |                                             | William Roane                               | William Roane (1787–1845)                   | 13 maart 1837    | 4 maart 1841       | D            | 1837           |
| 16                                               |                                             | William Archer                              | William Archer (1789–1855)                  | 4 maart 1841     | 4 maart 1847       | W            | 1840           |
| 17                                               |                                             | Robert Mercer Taliaferro Hunter             | Robert Mercer Taliaferro Hunter (1809–1887) | 4 maart 1847     | 11 juli 1861       | D            | 1846           |
| 17                                               | 1852                                        | Robert Mercer Taliaferro Hunter             | Robert Mercer Taliaferro Hunter (1809–1887) | 4 maart 1847     | 11 juli 1861       | D            |                |
| 17                                               | 1858                                        | Robert Mercer Taliaferro Hunter             | Robert Mercer Taliaferro Hunter (1809–1887) | 4 maart 1847     | 11 juli 1861       | D            |                |
| Vacant Geconfedereerde Staten van Amerika (1861) |                                             |                                             |                                             |                  |                    |              |                |
| 18                                               |                                             | John Carlile                                | John Carliler (1817–1878)                   | 15 juli 1861     | 4 maart 1865       | R            | 1861           |
| Vacant Reconstructie (1865–1870)                 |                                             |                                             |                                             |                  |                    |              |                |
| 19                                               |                                             | John Johnston                               | John Johnston (1818–1889)                   | 25 januari 1870  | 4 maart 1871       | R            | 1870           |
| Vacant                                           |                                             |                                             |                                             |                  |                    |              |                |
| (19)                                             |                                             | John Johnston                               | John Johnston (1818–1889)                   | 15 maart 1871    | 4 maart 1883       | D            | 1871           |
| (19)                                             | 1877                                        | John Johnston                               | John Johnston (1818–1889)                   | 15 maart 1871    | 4 maart 1883       | D            |                |
| 20                                               |                                             | Harrison Riddleberger                       | Harrison Riddleberger (1842–1890)           | 4 maart 1883     | 4 maart 1889       | RJ           | 1881           |
| 21                                               |                                             | John Barbour                                | John Barbour (1820–1892)                    | 4 maart 1889     | 14 mei 1892 (DOOD) | D            | 1887           |
| Vacant                                           |                                             |                                             |                                             |                  |                    |              | 1887           |
| 22                                               |                                             | Eppa Hunton                                 | Eppa Hunton (1822–1908)                     | 14 mei 1892      | 4 maart 1895       | D            | 1887           |
| 22                                               | 1893                                        | Eppa Hunton                                 | Eppa Hunton (1822–1908)                     | 14 mei 1892      | 4 maart 1895       | D            |                |
| 23                                               |                                             | Thomas Martin                               | Thomas Martin (1847–1919)                   | 4 maart 1895     | 12 november 1919   | D            | 1893           |
| 23                                               | 1899                                        | Thomas Martin                               | Thomas Martin (1847–1919)                   | 4 maart 1895     | 12 november 1919   | D            |                |
| 23                                               | 1906                                        | Thomas Martin                               | Thomas Martin (1847–1919)                   | 4 maart 1895     | 12 november 1919   | D            |                |
| 23                                               | 1912                                        | Thomas Martin                               | Thomas Martin (1847–1919)                   | 4 maart 1895     | 12 november 1919   | D            |                |
| 23                                               | 1918                                        | Thomas Martin                               | Thomas Martin (1847–1919)                   | 4 maart 1895     | 12 november 1919   | D            |                |
| Vacant                                           |                                             |                                             |                                             |                  |                    |              |                |
| 24                                               |                                             | Carter Glass                                | Carter Glass (1858–1946)                    | 2 februari 1920  | 28 mei 1946        | D            |                |
| 24                                               | 1920                                        | Carter Glass                                | Carter Glass (1858–1946)                    | 2 februari 1920  | 28 mei 1946        | D            |                |
| 24                                               | 1924                                        | Carter Glass                                | Carter Glass (1858–1946)                    | 2 februari 1920  | 28 mei 1946        | D            |                |
| 24                                               | 1930                                        | Carter Glass                                | Carter Glass (1858–1946)                    | 2 februari 1920  | 28 mei 1946        | D            |                |
| 24                                               | 1936                                        | Carter Glass                                | Carter Glass (1858–1946)                    | 2 februari 1920  | 28 mei 1946        | D            |                |
| 24                                               | 1942                                        | Carter Glass                                | Carter Glass (1858–1946)                    | 2 februari 1920  | 28 mei 1946        | D            |                |
| Vacant                                           |                                             |                                             |                                             |                  |                    |              |                |
| 25                                               |                                             | Thomas Burch                                | Thomas Burch (1869–1951)                    | 30 mei 1946      | 4 november 1946    | D            |                |
| 26                                               |                                             | Willis Robertson                            | Willis Robertson (1887–1971)                | 4 november 1946  | 31 december 1966   | D            | 1946           |
| 26                                               | 1948                                        | Willis Robertson                            | Willis Robertson (1887–1971)                | 4 november 1946  | 31 december 1966   | D            |                |
| 26                                               | 1954                                        | Willis Robertson                            | Willis Robertson (1887–1971)                | 4 november 1946  | 31 december 1966   | D            |                |
| 26                                               | 1960                                        | Willis Robertson                            | Willis Robertson (1887–1971)                | 4 november 1946  | 31 december 1966   | D            |                |
| 27                                               |                                             | William Spong                               | William Spong (1920–1997)                   | 31 december 1966 | 3 januari 1973     | D            |                |
| 27                                               | 1966                                        | William Spong                               | William Spong (1920–1997)                   | 31 december 1966 | 3 januari 1973     | D            |                |
| 28                                               |                                             | William Scott                               | William Scott (1915–1997)                   | 3 januari 1973   | 3 januari 1979     | R            | 1972           |
| 29                                               |                                             | John Warner                                 | John Warner (1927–2021)                     | 3 januari 1979   | 3 januari 2009     | R            | 1978           |
| 29                                               | 1984                                        | John Warner                                 | John Warner (1927–2021)                     | 3 januari 1979   | 3 januari 2009     | R            |                |
| 29                                               | 1990                                        | John Warner                                 | John Warner (1927–2021)                     | 3 januari 1979   | 3 januari 2009     | R            |                |
| 29                                               | 1996                                        | John Warner                                 | John Warner (1927–2021)                     | 3 januari 1979   | 3 januari 2009     | R            |                |
| 29                                               | 2002                                        | John Warner                                 | John Warner (1927–2021)                     | 3 januari 1979   | 3 januari 2009     | R            |                |
| 30                                               |                                             | Tim Kaine                                   | Mark Warner (1954)                          | 3 januari 2009   | heden              | D            | 2008           |
| 30                                               | 2014                                        | Tim Kaine                                   | Mark Warner (1954)                          | 3 januari 2009   | heden              | D            |                |
| 30                                               | 2020                                        | Tim Kaine                                   | Mark Warner (1954)                          | 3 januari 2009   | heden              | D            |                |

Alabama: Tuberville (R) · Britt (R)
Alaska: Murkowski (R) · Sullivan (R)
Arizona: Kelly (D) · Gallego (D)
Arkansas: Boozman (R) · Cotton (R)
Californië: Padilla (D) · Schiff (D)
Colorado: Bennet (D) · Hickenlooper (D)
Connecticut: Blumenthal (D) · Murphy (D)
Delaware: Coons (D) · Blunt Rochester (D)
Florida: R. Scott (R) · Moody (R)
Georgia: Ossoff (D) · Warnock (D)
Hawaï: Schatz (D) · Hirono (D)
Idaho: Crapo (R) · Risch (R)
Illinois: Durbin (D) · Duckworth (D)
Indiana: Young (R) · Banks (R)
Iowa: Grassley (R) · Ernst (R)
Kansas: Moran (R) · Marshall (R)
Kentucky: McConnell (R) · Paul (R)
Louisiana: Cassidy (R) · Kennedy (R)
Maine: Collins (R) · King (O)
Maryland: Van Hollen (D) · Alsobrooks (D)
Massachusetts: Warren (D) · Markey (D)
Michigan: Peters (D) · Slotkin (D)
Minnesota: Klobuchar (D) · Smith (D)
Mississippi: Wicker (R) · Hyde-Smith (R)
Missouri: Hawley (R) · Schmitt (R)
Montana: Daines (R) · Sheehy (R)
Nebraska: Fischer (R) · Ricketts (R)
Nevada: Cortez Masto (D) · Rosen (D)
New Hampshire: Shaheen (D) · Hassan (D)
New Jersey: Booker (D) · Kim (D)
New Mexico: Heinrich (D) · Luján (D)
New York: Schumer (D) · Gillibrand (D)
North Carolina: Tillis (R) · Budd (R)
North Dakota: Hoeven (R) · Cramer (R)
Ohio: Moreno (R) · Husted (R)
Oklahoma: Lankford (R) · Mullin (R)
Oregon: Wyden (D) · Merkley (D)
Pennsylvania: Fetterman (D) · McCormick (R)
Rhode Island: Reed (D) · Whitehouse (D)
South Carolina: Graham (R) · T. Scott (R)
South Dakota: Thune (R) · Rounds (R)
Tennessee: Blackburn (R) · Hagerty (R)
Texas: Cornyn (R) · Cruz (R)
Utah: Lee (R) · Curtis (R)
Vermont: Sanders (O) · Welch (D)
Virginia: Warner (D) · Kaine (D)
Washington: Murray (D) · Cantwell (D)
West Virginia: Moore Capito (R) · Justice (R)
Wisconsin: Johnson (R) · Baldwin (D)
Wyoming: Barrasso (R) · Lummis (R)
(D): Democraat · (R): Republikein · (O): Onafhankelijk